# Saint-Nicolas (Włochy)
Saint-Nicolas – miejscowość i gmina we Włoszech, w regionie Dolina Aosty.
Według danych na styczeń 2009 gminę zamieszkiwało 339 osób przy gęstości zaludnienia 21,9 os./1 km².